# Chaetogastra grossa
El sietecueros rojo, doradilla o tuno rojo (Chaetogastra grossa), es una especie de árbol perteneciente a la familia Melastomataceae, nativa de los Andes, de Colombia, Ecuador y Venezuela, entre los 2400 y 3800 de altitud.

## Descripción
Alcanza entre 1,5 y 3,5 m de altura. Hojas con pecíolo hirsuto de 5 a 10 mm de longitud; lámina de la hoja, gruesa, elíptica o aovado-elíptica, de1 5 a 6 cm de largo por 1 a 3 cm de ancho; aguda en el ápice, obtusa o redondeada en la base. Inflorescencias paucifloras terminales en ramos y ramillas;  pétalos de color rojo vivo o vinotinto, obovados, de 2,5 a 3,5 cm de largo por 1 a 2 cm de ancho, con pelos finos dorados en el dorso. Fruto color marrón, en cápsula, con varias semillas diminutas.